# Oberhausen-Rheinhausen
Oberhausen-Rheinhausen este o comună din landul Baden-Württemberg, Germania.